# 拉洛日
拉洛日（法語：La Loge，法語發音：[la lɔʒ]）是法国上法蘭西大區加来海峡省的一个市镇，属于蒙特勒伊区。

## 地理
拉洛日（50°24'26"N, 2°2'0"E）面积0.68 平方千米，位于法国上法蘭西大區加来海峡省，该省份为法国北部沿海省份，西北濒北海，南至索姆省，东临北部省。
与拉洛日接壤的市镇（或旧市镇、城区）包括：卡夫龙圣马丹、瓦曼。

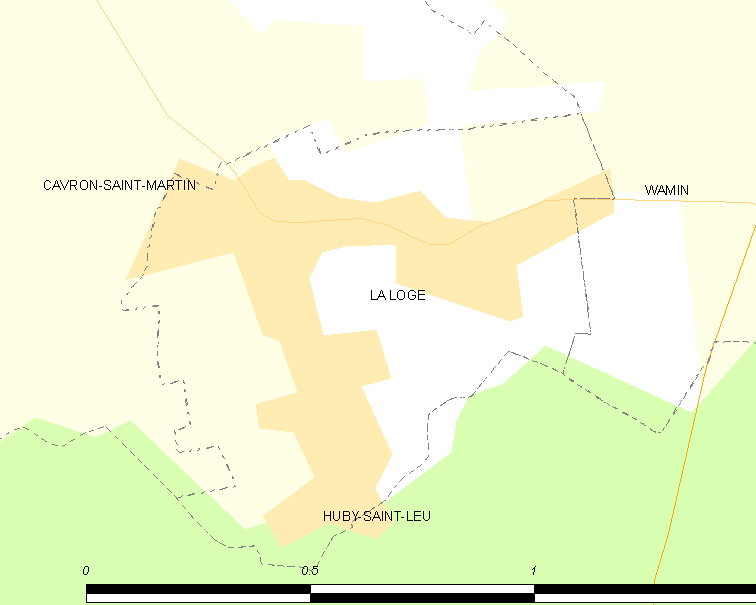
拉洛日的OSM定位图

拉洛日的时区为UTC+01:00、UTC+02:00（夏令时）。

## 行政
拉洛日的邮政编码为62140，INSEE市镇编码为62521。

## 政治
拉洛日所属的省级选区为欧克西堡县。

## 人口

1962-2008年间拉洛日人口变化图示

拉洛日于2022年1月1日时的人口数量为218人。